# Бомбе
Бомбе е твърда мъжка шапка с неголяма периферия и заоблена отгоре. Създадена е през 1849 година от Едуард Коук. В Боливия през 1920-те е носена и от жени. Чарли Чаплин прави бомбето популярно с героите, които създава в своите филми, както и Уинстън Чърчил. Днес бомбето е излязло от употреба, може да се види само по време на церемонии.